# Zophorame covacevichae
Zophorame covacevichae är en spindelart som beskrevs av Raven 1994. Zophorame covacevichae ingår i släktet Zophorame och familjen Barychelidae.
Artens utbredningsområde är Queensland. Inga underarter finns listade i Catalogue of Life.